# Saint-Broingt-le-Bois
Saint-Broingt-le-Bois – miejscowość i gmina we Francji, w regionie Grand Est, w departamencie Górna Marna.
Według danych na rok 1990 gminę zamieszkiwało 75 osób, a gęstość zaludnienia wynosiła 17 osób/km².